# Trelles (Asturien)
Trelles ist eines von acht Parroquias in der Gemeinde Coaña der autonomen Gemeinschaft Asturien in Spanien.

## Geographie
Trelles ist ein Parroquia mit 267 Einwohnern (2011) und einer Grundfläche von 11,41 km². Es liegt auf 33 msnm. Der Ort liegt 4,8 km vom Hauptort Coaña, der gleichnamigen Gemeinde entfernt. Die Pfarrkirche ist San Juan geweiht.
Der Ort liegt nahe am Rio Navia.

## Wirtschaft
Die Landwirtschaft und der Fischfang prägen seit alters her die Region.

## Klima
Angenehm milde Sommer mit ebenfalls milden, selten strengen Wintern. In den Hochlagen können die Winter durchaus streng werden.

## Sehenswürdigkeiten
- Castro de Mohías
- Castro de Coaña

## Dörfer und Weiler in der Parroquia
- Bustabernego
- Orbaelle (Orbaeye en Eonaviego)
- Pumarín
- Sequeiro
- Trelles
- Villar
- Vivedro